# Margaretha Pommée
Margaretha Pommée (Venlo, 16 maart 1944 – Auschwitz, 2 augustus 1944) was een Nederlands Sinti-meisje dat in Auschwitz werd vergast.

## Levensloop
Margaretha Pommée werd geboren op een woonwagenkamp in Venlo (Noord-Limburg) als dochter van de schilder Benedictus Antonius Pommée en Anna Steinbach. Op 16 mei 1944 werd door geheel Nederland een razzia tegen Sinti en Roma gehouden. Margaretha werd in Venlo opgepakt. Diezelfde dag arriveerde ze met nog 577 anderen in kamp Westerbork, van wie er al snel ruim 300 weer mochten vertrekken omdat ze weliswaar woonwagenbewoners waren, maar geen Roma.
Op 19 mei werd ze met 244 andere Sinti per trein naar Auschwitz-Birkenau gedeporteerd. Op 21 mei arriveerden de Nederlandse Sinti en Roma, onder wie Margaretha, in Auschwitz-Birkenau. Ze werden geregistreerd en werden naar de afdeling voor Sinti en Roma gebracht. Toen in de zomer van 1944 een half miljoen Joden uit Hongarije naar Auschwitz-Birkenau werden gedeporteerd, ontstond in het kamp ruimtegebrek. Onder de Sinti en Roma brak een opstand uit, die echter was verraden en door de nazi's snel de kop werd ingedrukt. Sinti en Roma die nog geschikt werden geacht om te werken, werden naar munitiefabrieken in Duitsland overgebracht. In de periode van eind juli tot 3 augustus werden de resterende drieduizend vergast, waaronder 213 Nederlandse Sinti en Roma. Margaretha en haar moeder, vier broers en drie zussen behoorden ook tot deze groep, zodat de datum van haar overlijden niet met zekerheid is vast te stellen. Vader Pommée kwam op 8 maart 1945 in Mittelbau-Dora om het leven.

## Vergeten bevolkingsgroep
Wijlen Mariet Verberkt, cultuurhistorica uit Venlo, heeft het lot van Margaretha en de andere Venlose Sinti en Roma aan het licht gebracht. Hierover scheef zij in 2008 een artikel in Cultuurhistorisch Jaarboek De Buun. In haar verhaal komt de eeuwenlange uitsluiting aan de orde van groepen mensen die anders leven dan de aangepaste burgers.
Mariet Verberkt heeft tot op het einde van haar leven gestreden voor de erkenning van het oorlogsleed van de Sinti en Roma uit Venlo. Bijzonder pijnlijk trof haar dat geen enkele naam, zelfs niet van een kind, erkend en genoemd werd bij de jaarlijkse Dodenherdenking. Margaretha, het jongste oorlogsslachtoffer, werd de geuzennaam voor Mariet en vele anderen die haar steunden in haar strijd om erkenning. Op haar sterfbed kreeg Mariet de toezegging van oud-burgemeester Bruls, dat de naam van Margaretha Pommée bij de jaarlijkse dodenherdenking op 4 mei zal worden uitgesproken.
In 2013 is er in het Gemeentearchief Venlo de tentoonstelling ‘Kind in Oorlog’ te zien, waarin het verhaal van Margaretha centraal staat. Ook is er door de sintezza-zangeres Lisa Weiss een herdenkings-cd uitgebracht en is door Kunst uit Het Vuistje een educatief aanbod voor scholieren ontwikkeld. Margaretha Pommée is uitgegroeid tot hét symbool voor de ruim 330 Venlose kinderen die door de verschrikkingen van de Tweede Wereldoorlog om het leven zijn gekomen.